# Liste des souverains du Saint-Empire
Pour les articles homonymes, voir Liste des souverains d'Allemagne.
La liste des souverains du Saint-Empire romain germanique (962-1806) doit être précédée par la liste des rois des Francs carolingiens, qui ont porté le titre d'empereur des Romains à partir du règne de Charlemagne (768-814), et par une histoire du titre impérial depuis la fin de l'Empire romain d'Occident (476).

## Historique du titre impérial

### Le couronnement impérial de Charlemagne (800)
En 800, le roi des Francs Charles Ier (Charlemagne), qui a conquis de vastes territoires en Germanie et en Italie, se fait couronner Imperator Romanorum (« empereur des Romains ») par le pape Léon III en 800, s'instituant ainsi comme continuateur légitime de l'Empire romain d'Occident, créé en 395, comme l'Empire romain d'Orient, et disparu en 476 par la déposition du dernier empereur. L'empereur d'Orient (Imperator Romanorum ou Βασιλεύς Ῥωμαίων, « Empereur des Romains ») est dès lors en théorie empereur de toute la « Romania ».
Cette adoption par Charlemagne d'un titre égal à celui des empereurs d'Orient  lui est permise par la possession de Rome depuis sa victoire sur les Lombards en 774, par le soutien du pape Léon III et par l'approbation d'Irène, impératrice d'Orient. Plusieurs diplômes de Charlemagne sont signés du titre d’imperator Romanorum gubernans imperium (« empereur des Romains gouvernant l'empire »).
Son fils, Louis le Pieux, revient au titre ancien d’Imperator Augustus.

### Analyse du titre d'Imperator
Le titre d’imperator Romanorum n'était en effet pas utilisé par ceux que l'on appelle couramment empereurs romains, d'Auguste à Romulus Augustulus.
Imperator est en fait un prænomen de l'empereur, qui utilise comme « titres » le nomen de Cæsar et le cognomen d'Augustus.
Dans la réforme de la tétrarchie sous Dioclétien, on distingue quatre empereurs, deux Augustes et deux Césars.
C'est seulement à l’époque de Justinien, au VIe siècle, que l'on voit apparaître le titre d’Imperator Romanorum, mais les empereurs romains d'Orient après Justinien continuent à utiliser officiellement les traditionnels nomina romains.
À partir d'Héraclius, ils abandonnent ce système et utilisent le titre grec de Basileus, signifiant en grec classique « roi », mais le sens que lui donne Héraclius est bien celui d'« empereur », puisqu'il est traduit en latin par Imperator. Les simples rois ont alors le titre de rigas, néologisme grec forgé à partir du latin rex (regis au génitif).

### Titulature du Moyen Âge
En reprenant le titre d'« empereur des Romains » (Imperator Romanorum), Otton Ier fonde en 962 un nouvel empire, aujourd'hui désigné comme le « Saint-Empire romain germanique ».
Otton III revient au Xe siècle au titre d'empereur des Romains, qui est repris par ses successeurs, que l'historiographie française appelle parfois « empereurs romains germaniques ».
L'empereur est élu par le collège des princes-électeurs, qui, du XIVe siècle au XVIIe siècle, sont au nombre de sept.

### Titulature de l'époque moderne
Selon les usages de la chancellerie impériale, notamment sous Charles Quint, la titulature complète de l'empereur était « par la divine clémence, empereur des Romains toujours auguste », « divina favente clementia Romanorum imperator semper augustus » en latin. À cela, s’ajoutaient selon les époques les diverses autres possessions personnelles ; ainsi Joseph II avait pour titulature complète : « Joseph, par la divine clémence empereur des Romains toujours auguste, roi de Germanie, de Jérusalem, de Bohême, de Hongrie, de Dalmatie, de Croatie, de Slavonie, de Galicie et de Lodomérie, archiduc d’Autriche, grand-prince de Transylvanie, prince de Souabe, duc de Bourgogne, de Lothier, de Brabant, de Limbourg, de Luxembourg, de Gueldre, de Silésie, de Milan, de Mantoue, marquis de Moravie, de Burgau, de Lusace, comte de Habsbourg, de Flandre, de Tyrol, de Hainaut, de Kybourg, de Gorice et de Gradisca, de Namur, seigneur de Malines ».

### Le titre de Rois des Romains
Entre le moment de son élection et son couronnement, ce prince portait le titre de roi des Romains. Les conflits permanents entre le pape et les empereurs puis la réforme protestante modifièrent cet usage au XVIe siècle. Sur le modèle des évêques qui portaient le titre d’évêque élu entre leur élection et leur consécration, Maximilien Ier décida, en 1508, de se faire appeler « empereur élu des Romains » (electus Romanorum imperator), faute d’avoir pu être couronné par Jules II. Après un retour à la tradition sous son petit-fils et successeur Charles Quint, couronné par le pape en 1530, Ferdinand Ier et ses successeurs se contentèrent du titre introduit sous Maximilien Ier.

## Les empereurs de la période carolingienne
Charlemagne, roi des Francs, deuxième de la dynastie des Carolingiens, vainc les Lombards et leur roi Didier en 774. Le nouvel Empire d'Occident se caractérise par le couronnement impérial par le pape, qui confère une légitimité certaine au nouvel empereur. Le titre d'empereur n'est — en théorie — pas héréditaire. Mais dans les faits, seuls des Carolingiens le porteront, du moins jusqu'en 887. C'est pourquoi les historiens modernes parlent d'Empire carolingien.

### Dynastie carolingienne
| Rang | Portrait     | Nom                                                                                          | Début du règne   | Fin du règne     | Titres |
| ---- | ------------ | -------------------------------------------------------------------------------------------- | ---------------- | ---------------- | --- |
| 1    | Charlemagne  | Charles Ier le Grand, dit Charlemagne (2 avril 742 ou 748 – 28 janvier 814, Aix-la-Chapelle) | 25 décembre 800  | 28 janvier 814   | Empereur gouvernant l'Empire romain d'occident Roi des Francs (768-814) Roi des Lombards (774-814) |
| 2    | Louis Ier    | Louis Ier le Pieux (778 – 20 juin 840)                                                       | 28 janvier 814   | 22 juin 840      | « Empereur auguste des Romains » |
| 3    | Lothaire Ier | Lothaire Ier (795 – 29 septembre 855)                                                        | 22 juin 840      | 23 septembre 855 | « Empereur auguste des Romains » Roi de Francie médiane (Août 843-29 septembre 855) |
| 4    | Louis II     | Louis II le Jeune (825 – 12 août 875)                                                        | 23 septembre 855 | 12 août 875      | « Empereur auguste des Romains » Roi d'Italie (844-12 août 875) |
| 5    | Charles II   | Charles II le Chauve (13 juillet 823 – 6 octobre 877)                                        | 25 décembre 875  | 6 octobre 877    | « Empereur auguste des Romains » Roi de Francie occidentale (Août 843-6 octobre 877) Roi d'Italie |
| 6    | Charles III  | Charles III le Gros (839 – 13 janvier 888)                                                   | 12 février 881   | novembre 887     | « Empereur auguste des Romains » Roi d'Alémanie (865-20 janvier 882) Roi d'Italie (879-novembre 887) Roi de Francie orientale (20 janvier 882-novembre 887) Roi de Francie occidentale (juin 885-novembre 887) |

### Dynastie widonide
| Rang | Portrait           | Nom                                      | Début du règne  | Fin du règne    | Titres |
| ---- | ------------------ | ---------------------------------------- | --------------- | --------------- | --- |
| 7    | Guy de Spolète     | Guy III de Spolète (? – 12 décembre 894) | 21 février 891  | 12 décembre 894 | « Empereur des Romains » Roi d'Italie (889-894). Fils de Guy Ier de Spolète. Proclamé empereur par Etienne V. |
| 8    | Lambert de Spolète | Lambert de Spolète (vers 880 – 898)      | 12 décembre 894 | 15 octobre 898  | Fils du précédent. « Empereur des Romains » Roi d'Italie (892-898). Mort accidentellement.                    |

### Dynastie carolingienne
| Rang | Portrait   | Nom                                          | Début du règne | Fin du règne   | Titres |
| ---- | ---------- | -------------------------------------------- | -------------- | -------------- | --- |
| 9    | Arnulf Ier | Arnulf Ier de Carinthie (? - 8 décembre 899) | 22 février 896 | 8 décembre 899 | « Empereur auguste des Romains » Fils de Carloman. Roi de Francie orientale (décembre 887-8 décembre 899) Roi d'Italie (février 896-8 décembre 899) Dernier empereur d'origine carolingienne. |

### Dynastie bosonide
| Rang | Portrait            | Nom                                         | Début du règne | Fin du règne   | Titres |
| ---- | ------------------- | ------------------------------------------- | -------------- | -------------- | --- |
| 10   | Louis III l'Aveugle | Louis III l'Aveugle (vers 882 - 5 juin 928) | 22 février 901 | 21 juillet 905 | « Empereur des Romains » Roi de Bourgogne (890 à 928), Roi d'Italie (900-902). Fils de Boson de Provence, et d'ascendance carolingienne par sa mère Ermengarde. Chassé par Bérenger Ier de Frioul qui lui fait crever les yeux. |

### Dynastie unrochide
| Rang | Portrait     | Nom                                   | Début du règne | Fin du règne | Titres |
| ---- | ------------ | ------------------------------------- | -------------- | ------------ | --- |
| 11   | Bérenger Ier | Bérenger Ier (vers 845 - 7 avril 924) | novembre 915   | 7 avril 924  | « Empereur des Romains » Roi d'Italie (889-915). D'ascendence carolingienne par sa mère, il évince Louis III l'Aveugle. |

Après sa mort, le titre d'empereur subit une longue vacance jusqu'au couronnement d'Otton Ier en 962.

## Les souverains du Saint-Empire romain germanique (962-1806)
En reprenant le titre d'« empereur des Romains » (Imperator Romanorum), Otton Ier fonde, en 962, le Saint-Empire romain germanique.

### Dynastie ottonienne
| Rang | Portrait  | Nom                                                                               | Début du règne  | Fin du règne    | Titres                   | Notes |
| ---- | --------- | --------------------------------------------------------------------------------- | --------------- | --------------- | ------------------------ | --- |
| 1    | Otton     | Otton Ier le Grand (23 novembre 912, Wallhausen – 7 mai 973, Thuringe)            | 2 février 962   | 7 mai 973       | « Empereur des Romains » | Roi de Germanie, Roi d'Italie Fils d'Henri Ier de Germanie l'Oiseleur, duc de Saxe et de Mathilde de Ringelheim. |
| 2    | Otton II  | Otton II le Roux ou le Sanguinaire (955 – 7 décembre 983, Rome)                   | 25 décembre 967 | 7 décembre 983  | « Empereur des Romains » | Roi de Germanie, Roi d'Italie Fils d'Otton Ier et d'Adélaïde de Bourgogne.                                       |
| 3    | Otton III | Otton III (980, Kessel – 23 janvier 1002, Paterno)                                | 21 mai 996      | 23 janvier 1002 | « Empereur des Romains » | Roi de Germanie, Roi d'Italie Fils d'Otton II et de Théophano Skleraina.                                         |
| 4    | Henri II  | Henri II le Saint ou le Boiteux (6 mai 973, Bavière – 13 juillet 1024, Göttingen) | 14 février 1014 | 13 juillet 1024 | « Empereur des Romains » | Roi de Germanie, Roi d'Italie Fils d'Henri II de Bavière (neveu d'Otton Ier) et de Gisèle de Bourgogne.          |

### Dynastie franconienne (empereurs saliens)
| Rang | Portrait  | Nom                                                                | Début du règne   | Fin du règne     | Titres                   | Notes |
| ---- | --------- | ------------------------------------------------------------------ | ---------------- | ---------------- | ------------------------ | --- |
| 5    | Conrad II | Conrad II le Salique (990 – 4 juin 1039, Utrecht)                  | 26 mars 1027     | 4 juin 1039      | « Empereur des Romains » | Roi de Germanie, Roi d'Italie, Roi d'Arles Fils d'Henri de Franconie (petit-fils d'Otton Ier par sa mère Liutgarde). |
| 6    | Henri III | Henri III le Noir (28 octobre 1017 – 5 octobre 1056, Bodfeld (en)) | 25 décembre 1046 | 5 octobre 1056   | « Empereur des Romains » | Fils du précédent et de Gisèle de Souabe.                                                                            |
| 7    | Henri IV  | Henri IV (11 novembre 1050, Goslar – 7 août 1106, Liège)           | 31 mai 1084      | 31 décembre 1105 | « Empereur des Romains » | Roi de Germanie, Roi d'Italie Fils d'Henri III et d'Agnès de Poitiers.                                               |
| 8    | Henri V   | Henri V (11 août 1086, Goslar – 23 mai 1125, Utrecht)              | 12 février 1111  | 23 mai 1125      | « Empereur des Romains » | Roi de Germanie, Roi d'Italie Fils d'Henri IV et de Berthe de Turin.                                                 |

### Maison de Supplimbourg
| Rang | Portrait     | Nom                                                         | Début du règne | Fin du règne    | Titres                                                                       | Notes                            |
| ---- | ------------ | ----------------------------------------------------------- | -------------- | --------------- | ---------------------------------------------------------------------------- | -------------------------------- |
| 9    | Lothaire III | Lothaire III le Saxon (9 juin 1075, Unterlüß – 4 juin 1137) | 4 juin 1133    | 4 décembre 1137 | « Empereur des Romains » Duc de Saxe (1106-1137) Roi des Romains (1125-1137) | Fils de Gebhard de Supplinbourg. |

### Maison de Hohenstaufen
| Rang | Portrait     | Nom                                                                                  | Début du règne | Fin du règne      | Titres | Armoiries |
| ---- | ------------ | ------------------------------------------------------------------------------------ | -------------- | ----------------- | --- | --------- |
| 10   |              | Conrad III (1093 – 15 février 1152, Bamberg)                                         | 7 mars 1138    | 15 février 1152   | Roi des Romains (1138-1152) Roi d'Italie (1128-1133)                                                                                              |           |
| 11   | Frédéric Ier | Frédéric Ier Barberousse (1122 – 10 juin 1190, rivière Göksu Nehri)                  | 18 juin 1155   | 10 juin 1190      | « Empereur des Romains » Roi de Bourgogne (1152-1190) Roi des Romains (1152-1190) Roi d'Italie (1155-1190) Comte palatin de Bourgogne (1156-1190) |           |
| 12   |              | Henri VI le Sévère ou le Cruel (Novembre 1165, Nimègue – 28 septembre 1197, Messine) | 15 avril 1191  | 28 septembre 1197 | « Empereur des Romains » Roi de Germanie (1169-1197) Roi de Sicile (1194-1197)                                                                    |           |

### Famille Welf
| Rang | Portrait | Nom                                                          | Début du règne | Fin du règne    | Titres                                             | Armoiries |
| ---- | -------- | ------------------------------------------------------------ | -------------- | --------------- | -------------------------------------------------- | --------- |
| 13   |          | Otton IV (Vers 1175, Normandie – 19 mai 1218, Harzburg (en)) | 4 octobre 1209 | 25 juillet 1215 | « Empereur des Romains » Duc de Souabe (1208-1212) |           |

### Maison de Hohenstaufen
| Rang | Portrait | Nom                                                                 | Début du règne  | Fin du règne     | Titres | Armoiries |
| ---- | -------- | ------------------------------------------------------------------- | --------------- | ---------------- | --- | --------- |
| 14   |          | Frédéric II (26 décembre 1194, Jesi – 13 décembre 1250, Fiorentino) | 23 juillet 1215 | 13 décembre 1250 | Empereur des Romains Roi de Sicile (1194-1250) Roi des Romains (1212-1250) Duc de Souabe (1212-1216) Roi de Jérusalem (1225-1250) |           |

### Grand Interrègne
| Portrait | Nom                                                                               | Début du règne  | Fin du règne    | Titres                                                                                      | Armoiries |
| -------- | --------------------------------------------------------------------------------- | --------------- | --------------- | ------------------------------------------------------------------------------------------- | --------- |
|          | Guillaume de Hollande (Février 1228 – 28 janvier 1256)                            | 1er mai 1254    | 28 janvier 1256 | Roi des Romains Antiroi des Romains (1247-1254) Comte de Hollande et de Zélande (1235-1256) |           |
|          | Richard de Cornouailles (5 janvier 1209, Winchester – 2 avril 1272, Berkhamstead) | 13 janvier 1257 | 2 avril 1272    | Roi des Romains                                                                             |           |
|          | Alphonse de Castille (23 novembre 1221, Tolède – 4 avril 1284, Séville)           | 1er avril 1257  | 2 avril 1272    | Antiroi des Romains Roi de Castille et de Léon (1252-1284)                                  |           |

### Maisons de Habsbourg, de Luxembourg et de Wittelsbach
| Rang | Portrait | Nom                                                                               | Début du règne     | Fin du règne     | Dynastie    | Titres | Armoiries |
| ---- | -------- | --------------------------------------------------------------------------------- | ------------------ | ---------------- | ----------- | --- | --------- |
| 15   |          | Rodolphe Ier de Habsbourg (1er mai 1218 – 15 juillet 1291 à Spire)                | 1er septembre 1273 | 15 juillet 1291  | Habsbourg   | Roi des Romains (n'a pas été sacré par le pape) duc de Carinthie (1276-1291) duc d'Autriche et de Styrie (1278-1291)                                                                        |           |
| 16   |          | Adolphe (v. 1250 - 2 juillet 1298, Göllheim)                                      | 5 mai 1292         | 23 juin 1298     | Nassau      | Roi des Romains Comte de Nassau-Wiesbaden, de Nassau-Weilburg, de Nassau-Idstein (1276-1298) Margrave de Misnie et landgrave de Thuringe (1294/1295-1298), déposé par les princes-électeurs |           |
| 17   |          | Albert Ier de Habsbourg (juillet 1255 - 1er mai 1308)                             | 23 juin 1298       | 1er mai 1308     | Habsbourg   | Roi des Romains Duc d'Autriche et de Styrie, assassiné |           |
| 16   |          | Henri VII (1275, Valenciennes – 24 août 1313, Buonconvento)                       | 29 juin 1312       | 24 août 1313     | Luxembourg  | Empereur des Romains Roi de Germanie (1308-1313) Roi d'Italie (1311-1313) |           |
| 17   |          | Louis IV le Bavarois (1er avril 1282, Munich – 11 octobre 1347, Fürstenfeldbruck) | 17 janvier 1328    | 11 octobre 1347  | Wittelsbach | Empereur des Romains Roi de Germanie (1314-1347) Duc de Bavière (1317-1347) Roi d'Italie (1327-1347)                                                                                        |           |
| 18   |          | Charles IV (14 mai 1316, Křivoklát – 29 novembre 1378, Prague)                    | 5 avril 1355       | 29 novembre 1378 | Luxembourg  | Empereur des Romains Roi de Germanie (1346-1378) Roi de Bohême (1346-1378) |           |
| 19   |          | Venceslas 26 février 1361, Nuremberg - 16 août 1419, Prague                       | 10 juin 1376       | 20 août 1400     | Luxembourg  | Roi des Romains Roi de Bohême (1363 - 1419) Duc de Luxembourg (1383 - 1419) |           |
| 20   |          | Robert de Wittelsbach (5 mai 1352, Amberg - 18 mai 1410, Oppenheim)               | 21 août 1400       | 18 mai 1410      | Wittelsbach | Roi des Romains Électeur palatin du Rhin (1398 - 1410) |           |
| 21   |          | Sigismond Ier (14 février 1368, Nuremberg – 9 décembre 1437, Znojmo)              | 11 juillet 1411    | 9 décembre 1437  | Luxembourg  | Empereur des Romains Roi de Hongrie (1387-1437) Roi de Germanie (1410-1437) Roi de Bohême (1419-1437)                                                                                       |           |

### Maison de Habsbourg
| Rang | Portrait | Nom                                                                                         | Début du règne  | Fin du règne    | Titres | Armoiries |
| ---- | -------- | ------------------------------------------------------------------------------------------- | --------------- | --------------- | --- | --------- |
| 22   |          | Albert II (16 août 1397, Vienne - 27 octobre 1439, Neszmély)                                | 18 mars 1438    | 27 octobre 1439 | Roi des Romains Roi de Hongrie et de Bohême (1437 - 1439) Duc d'Autriche (1404 - 1439) |           |
| 23   |          | Frédéric III (21 septembre 1415, Innsbruck – 19 août 1493, Linz)                            | 19 mars 1452    | 19 août 1493    | Empereur des Romains « Roi des Romains » (1440-1486) Archiduc d'Autriche (1457-1493) |           |
| 24   |          | Maximilien Ier (22 mars 1459, Wiener Neustadt – 12 janvier 1519, Wels)                      | 4 février 1508  | 12 janvier 1519 | Empereur des Romains Roi de Germanie (1486-1519) Archiduc d'Autriche (1493-1519) |           |
| 25   |          | Charles V dit Charles Quint (24 février 1500, Gand – 21 septembre 1558, monastère de Yuste) | 28 juin 1519    | 27 août 1556    | Empereur des Romains Roi des Espagnes (1516-1556)Archiduc d'Autriche (1519-1521) Roi de Naples et de Sicile (1516-1556) Duc de Bourgogne (1506-1555) Comte de Hollande et de Zélande (1506-1555) et autres titres… |           |
| 26   |          | Ferdinand Ier (10 mars 1503, Alcalá de Henares – 25 juillet 1564, Vienne)                   | 27 août 1556    | 25 juillet 1564 | Empereur des Romains Roi de Hongrie (1526-1564) Roi de Bohême (1526-1564) Archiduc d'Autriche (1521-1564) |           |
| 27   |          | Maximilien II (1er août 1527, Vienne - 12 octobre 1576, Ratisbonne)                         | 25 juillet 1564 | 12 octobre 1576 | Empereur des Romains Roi de Bohême (1562-1576) Roi de Germanie (1562-1576) Roi de Hongrie et de Croatie (1563-1576) Archiduc d'Autriche (1564-1576) |           |
| 28   |          | Rodolphe II (18 juillet 1552, Vienne – 20 janvier 1612, Prague)                             | 12 octobre 1576 | 20 janvier 1612 | Empereur des Romains Roi de Hongrie et de Croatie (1572-1608) Roi de Germanie (1575-1612) Roi de Bohême (1576-1611) Archiduc d'Autriche (1576-1608) |           |
| 29   |          | Matthias Ier (24 février 1557, Vienne – 20 mars 1619, Vienne)                               | 20 janvier 1612 | 20 mars 1619    | Empereur des Romains Roi de Hongrie et de Croatie (1608-1619) Roi de Bohême (1611-1619) Roi de Germanie (1612-1619) Archiduc d'Autriche (1608-1619) |           |
| 30   |          | Ferdinand II (9 juillet 1578, Graz – 15 février 1637, Vienne)                               | 20 mars 1619    | 15 février 1637 | Empereur des Romains Roi de Bohême (1617-1637) Roi de Hongrie et de Croatie (1618-1637) Roi de Germanie (1619-1637) Archiduc d'Autriche (1619-1637) |           |
| 31   |          | Ferdinand III (13 juillet 1608, Graz – 2 avril 1657, Vienne)                                | 15 février 1637 | 2 avril 1657    | Empereur des Romains Roi de Hongrie et de Croatie (1625-1657) Roi de Bohême (1627-1657) Roi de Germanie (1636-1657) |           |
| 32   |          | Léopold Ier (9 juin 1640, Vienne – 5 mai 1705, Vienne)                                      | 1er août 1658   | 5 mai 1705      | Empereur des Romains Roi de Hongrie (1655-1705) Roi de Bohême (1656-1705) Roi de Croatie (1657-1705) Roi de Germanie (1658-1705) Archiduc d'Autriche (1657-1705) |           |
| 33   |          | Joseph Ier (26 juillet 1678, Vienne – 17 avril 1711, Vienne)                                | 5 mai 1705      | 17 avril 1711   | Empereur des Romains Roi de Hongrie (1687-1711) Roi de Croatie (1705-1711) Roi de Bohême (1705-1711) Archiduc d'Autriche (1705-1711) |           |
| 34   |          | Charles VI (1er octobre 1685, Vienne – 20 octobre 1740, Vienne)                             | 17 avril 1711   | 20 octobre 1740 | Empereur des Romains Roi de Hongrie et de Croatie (1711-1740) Roi de Bohême (1711-1740) Roi de Sardaigne (1714-1720) Roi de Naples (1714-1738) Roi de Sicile (1720-1735) Archiduc d'Autriche (1711-1740) Duc de Milan (1707-1740) Duc de Brabant, de Lothier, de Limbourg… (1715-1740) Duc de Parme et de Guastalla (1735-1740) |           |

### Maison de Wittelsbach
| Rang | Portrait | Nom                                                            | Début du règne  | Fin du règne    | Titres                                               | Armoiries |
| ---- | -------- | -------------------------------------------------------------- | --------------- | --------------- | ---------------------------------------------------- | --------- |
| 35   |          | Charles VII (6 août 1697, Bruxelles – 20 janvier 1745, Munich) | 24 janvier 1742 | 20 janvier 1745 | Empereur des Romains Électeur de Bavière (1726-1745) |           |

### Maison de Lorraine
| Rang | Portrait | Nom                                                             | Début du règne    | Fin du règne | Titres                                                                                      | Armoiries |
| ---- | -------- | --------------------------------------------------------------- | ----------------- | ------------ | ------------------------------------------------------------------------------------------- | --------- |
| 36   |          | François Ier (8 décembre 1708, Nancy – 18 août 1765, Innsbruck) | 13 septembre 1745 | 18 août 1765 | Empereur des Romains Duc de Lorraine et de Bar (1729-1737) Grand-duc de Toscane (1737-1765) | .         |

### Maison de Habsbourg-Lorraine
| Rang | Portrait | Nom                                                                    | Début du règne    | Fin du règne    | Titres | Armoiries |
| ---- | -------- | ---------------------------------------------------------------------- | ----------------- | --------------- | --- | --------- |
| 37   |          | Joseph II (13 mars 1741, Vienne – 20 février 1790, Vienne)             | 18 août 1765      | 20 février 1790 | Empereur des Romains Roi de Hongrie et de Croatie (1780-1790) Roi de Bohême (1780-1790) Archiduc d'Autriche (1780-1790) Duc de Brabant, de Lothier, de Limbourg… (1780-1790) Duc de Milan (1780-1790)                                  |           |
| 38   |          | Léopold II (5 mai 1747, château de Schönbrunn – 1er mars 1792, Vienne) | 30 septembre 1790 | 1er mars 1792   | Empereur des Romains Roi de Hongrie et de Croatie (1790-1792) Roi de Bohême (1790-1792) Archiduc d'Autriche (1790-1792) Grand-duc de Toscane (1765-1790) Duc de Brabant, de Lothier, de Limbourg… (1790-1792) Duc de Milan (1790-1792) |           |
| 39   |          | François II (12 février 1768, Florence – 2 mars 1835, Vienne)          | 1er mars 1792     | 6 août 1806     | Empereur des Romains Roi de Hongrie et de Croatie (1792-1835) Roi de Bohême (1792-1835) Archiduc d'Autriche (1792-1835) Duc de Brabant, de Lothier, de Limbourg… (1792-1797) Duc de Milan (1792-1796)                                  |           |

Après la défaite de l'Empereur François II et la déposition de son titre impérial lors du traité de Presbourg (1805), Napoléon, après avoir repris à son profit le titre d'Empereur (1804), met fin au Saint-Empire après en avoir détaché les provinces occidentales de langue allemande qu'il transforme en duchés et en royaumes souverains amis de la France et groupés dans la confédération du Rhin, transformant l'Autriche en puissance centrale et orientale et l'éloignant ainsi du poids géostratégique de la France.
Une longue continuité historique prenait ainsi fin et, comme l'écrit Ferdinand Lot, le « 6 août 1806 » — date de l'abandon par François II de sa qualité d'empereur des Romains — peut être considéré comme l'acte de décès légal de l'Empire romain.